# Andrea Lekić
Andrea Lekić (Belgrád, 1987. szeptember 6. –) világbajnoki ezüstérmes, bajnokok ligája győztes szerb válogatott kézilabdázó, irányító poszton játszik. Jelenleg a magyar Ferencváros és a  szerb női kézilabda-válogatott tagja.

## Pályafutása
Lekić 2006-ig hazájában játszott a Belgrád csapatainál, 2005-ig az ORK Beograd, ugyanebben az évben 1 szezonban a ŽRK Radnički Beograd játékosa. 2006-tól légiós-játékos, 1 évig a horvát ŽRK Knajz Milos irányítója. 2007-ben 2 évre aláírt a szlovén Krim Mercatorhoz. Ám 2009-ben még 2 évvel hosszabbított a szlovén csapattal. 2011-ben 2 szezonra aláírt a Győri Audi ETO KC csapatához. Mivel Lekić nem nagyon érezte, hogy az ETO közösségébe tartozik, így lejáró szerződését nem hosszabbította meg a magyar klubbal, és az Észak-macedóniai Vardar Szkopje csapatával állapodott meg 2 évre. 2015-ben a szkopjei csapattal egy 2+1 éves szerződést írt még alá. 2018-ban a Vardar pénzügyi nehézségei miatt, minden játékossal szerződést bontottak, így távozott Lekić is, és a román CSM Bucharest ajánlatát fogadta el, 2 évig a klub tagja volt. 2020-ban hivatalossá vált, hogy Lekić a montenegrói ŽRK Budućnost csapatánál folytatja karrierjét.

## Eredmények
- Szerb bajnok:
  - 2007
- Szlovén bajnok:
  - 2008, 2009, 2010, 2011
- Szlovén Kupa győztes:
  - 2008, 2009, 2010, 2011
- Bajnokok Ligája győztes:
  - 2013
- Magyar bajnok: 2012, 2013, 2024
- Magyar Kupa-győztes: 2023,[1] 2024, 2025

## Egyéni díjak és elismerések
- Női Regionális Kézilabda Liga MvP-je: 2009
- A világ legjobb kézilabdázója (2013)
- Az év szerb kézilabdázója (2024)[2]